# طواف إيطاليا 1953
طواف إيطاليا 1953 هو سباق دراجات هوائية أقيم في إيطاليا بتاريخ 12 مايو - 2 يونيو، تكون السباق من 21 مرحلة وامتدّ لمسافة 4035.5 كم بسرعة 24.019 كم/س، استغرق السباق 118 ساعة 37 دقيقة 26 ثانية. فاز به الإيطالي فاوسطو كوبي وحلّ ثانيا هوغو كوبلت.

## الترتيب
| م                     | الدرّاج      | البلد   | الزمن                      |
| --------------------- | ----------- | ------- | -------------------------- |
| الفائز بالترتيب العام | فاوسطو كوبي | إيطاليا | 118 ساعة 37 دقيقة 26 ثانية |
| الثاني                | هوغو كوبلت  | سويسرا  |                            |